# Peleteria blanchardi
Peleteria blanchardi är en tvåvingeart som beskrevs av Guimaraes 1971. Peleteria blanchardi ingår i släktet Peleteria och familjen parasitflugor. Inga underarter finns listade i Catalogue of Life.